# Batman (film, 1966)

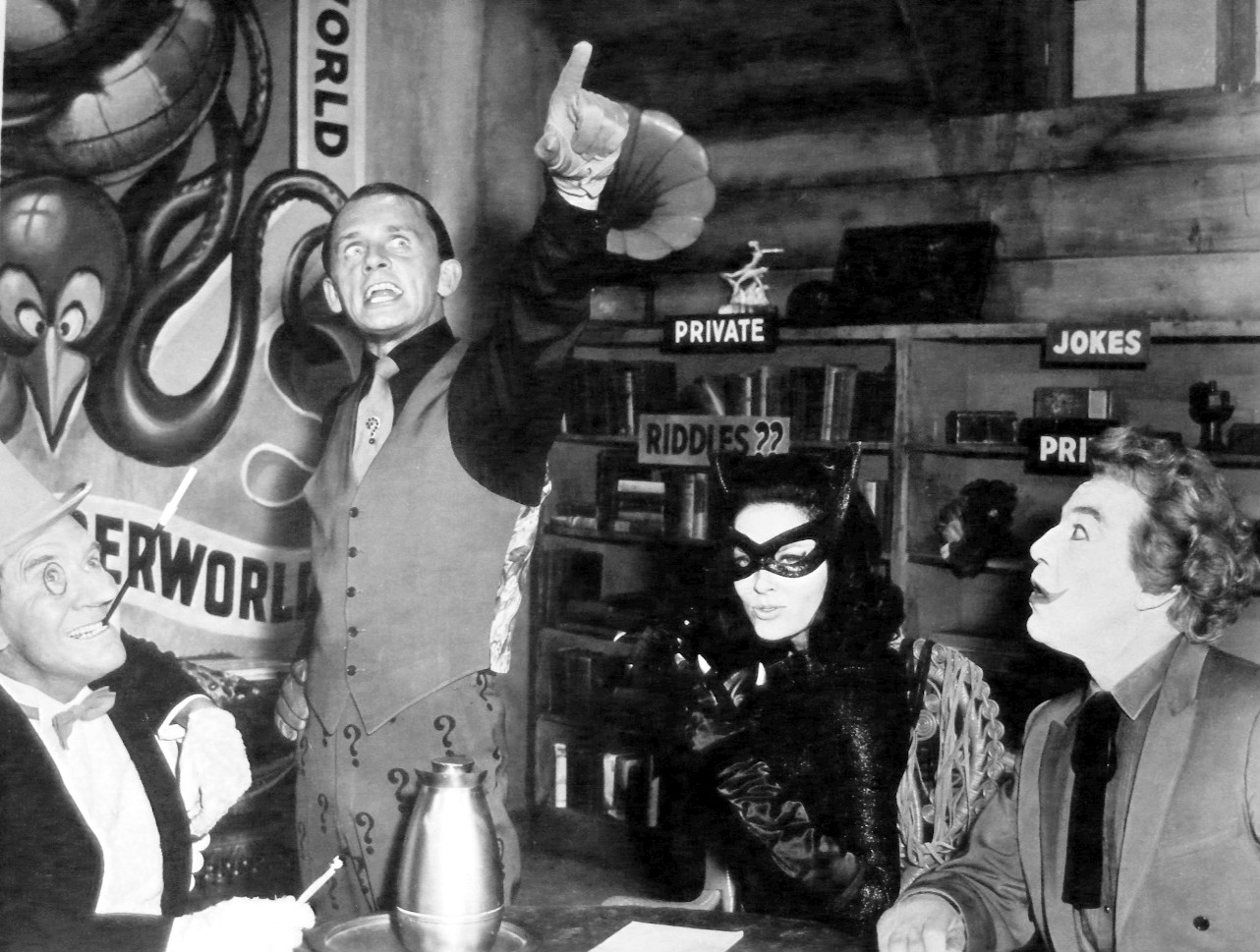
Filmens fyra skurkar. Fr v: Pingvinen (Burgess Meredith), Gåtan (Frank Gorshin), Kattkvinnan (Lee Meriwether) och Jokern (Cesar Romero).

Batman (originaltitel: Batman: The Movie) är en amerikansk actionkomedifilm från 1966 i regi av Leslie H. Martinson. Filmen bygger på TV-serien Läderlappen, som originalvisades i USA samma år. Filmen var den första långfilmen som baserades på den tecknade seriefiguren Läderlappen.

## Handling
Skurkarna Kattkvinnan (Lee Meriwether), Jokern (Cesar Romero), Pingvinen (Burgess Meredith) och Gåtan (Frank Gorshin) har slagit sina ondskefulla huvuden ihop och hotar återigen Gotham City. Planen för världsherravälde inbegriper en superdehydrator som kan förvandla människor till kristaller. Men våra hjältar Läderlappen (Adam West) och Robin (Burt Ward), utrustade med bland annat antihajsprej, är givetvis på plats för att sätta käppar i hjulet.

## Rollista i urval
| Adam West        | – Läderlappen            |
| Burt Ward        | – Robin                  |
| Lee Meriwether   | – Kattkvinnan            |
| Cesar Romero     | – Jokern                 |
| Burgess Meredith | – Pingvinen              |
| Frank Gorshin    | – Gåtan                  |
| Alan Napier      | – Alfred Pennyworth      |
| Neil Hamilton    | – Kommissarie Gordon     |
| Stafford Repp    | – Polischef Miles O'Hara |
| Madge Blake      | – Harriet Cooper         |
| Reginald Denny   | – Kommendör Schmidlapp   |

## Fordon
Förutom den sedvanliga batmobilen kör Läderlappen och Robin också en specialtillverkad båt, en motorcykel med sidovagn och en helikopter. 
Skurkarna å sin sida tar sig fram under vattnet i Pingvinens ubåt.

## Legends of the Superheroes
West, Ward och Gorshin repriserade sina roller i två heltimmes specialavsnitt på NBC 1979 kallad Legends of the Superheroes där flera andra superhjältar (och skurkar) från DC Comics figurerade.